# Telamonia leopoldi
Telamonia leopoldi là một loài nhện trong họ Salticidae.
Loài này thuộc chi Telamonia. Telamonia leopoldi được Carl Friedrich Roewer miêu tả năm 1938.